# NGC 778
NGC 778 è una galassia a spirale intermedia situata nella costellazione del Triangolo, a una distanza di circa 249 milioni di anni luce dalla nostra Via Lattea.

## Scoperta
La galassia è stata scoperta il 5 novembre 1866 dall'astronomo statunitense Truman H. Safford.

## Descrizione
Il database NASA/IPAC la classifica come galassia lenticolare. Nelle immagini SDSS è però possibile rilevare la presenza di bracci di spirale.